# Annasagara, Bangarapet
Annasagara là một làng thuộc tehsil Bangarapet, huyện Kolar, bang Karnataka, Ấn Độ.